# Mary Moser
Mary Moser (Londres, 27 de octubre de 1744 – Ibidem, 2 de mayo de 1819) fue una pintora inglesa y una de las artistas más famosas de la Gran Bretaña del siglo XVIII. Moser, una de las dos mujeres fundadoras de la Royal Academy of Arts en 1768 y miembro RA, pintó retratos, aunque es particularmente notable por sus representaciones de flores.

## Vida y carrera
Nació en Londres y recibió enseñanza de su padre, George Michael Moser (1706-1783), artista y esmaltador nacido en Suiza. El talento de Moser fue evidente desde una edad temprana, ya que ganó su primera medalla de la Sociedad de las Artes a los 14 años, y exhibió regularmente obras con motivos florales, así como ocasionalmente pinturas de historia en la Society of Artists of Great Britain. Sin embargo, diez años después, se unió a otros 35 artistas (incluido su padre) para formar la Real Academia de las Artes y junto a Angélica Kauffman tomó un papel activo en ella.

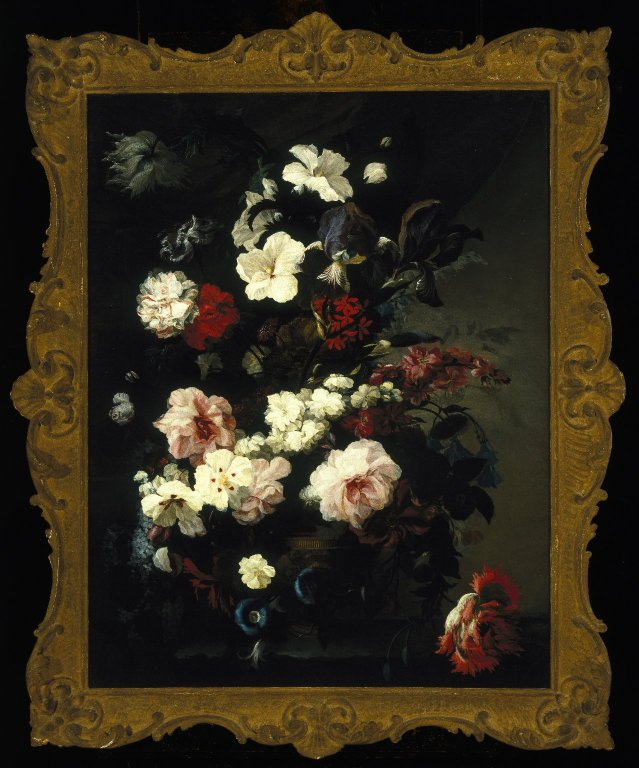
Museo de Brooklyn - Bodegón de flores (Jardinière of Flowers) - Mary Moser

En un retrato grupal de Johan Zoffany, The Academicians of the Royal Academy (1771–72; Royal Collection, London), se muestra a los miembros reunidos alrededor de un modelo masculino desnudo, en un momento en que las mujeres fueron excluidas de dicha enseñanza para proteger su modestia. Para que Moser y Kauffman pudieran ser incluidos, Zoffany los agregó como retratos colgados en la pared.
George Romney (c. 1770) pintó un retrato de Moser trabajando en un bodegón que fue adquirido por la National Portrait Gallery (Londres) en 2003.
En la década de 1790, Moser recibió un encargo prestigioso, por la cual le pagaron más de £ 900, de la reina Carlota para completar un esquema decorativo floral para una habitación en la Casa Frogmore en Windsor, Berkshire. Después de casarse con el capitán Hugh Lloyd el 23 de octubre de 1793, se retiró y comenzó a exponer como aficionada bajo su nombre de casada. Moser continuó exhibiendo sus trabajos en la Real Academia hasta 1802.
En este período, Moser tuvo una aventura con Richard Cosway, quien luego se separó de su esposa María. Moser viajó con él durante seis meses en una gira de dibujo en 1793. En sus cuadernos plasmó «declaraciones lascivas» y «comparaciones injustas entre ella y la Sra. Cosway», lo que implicaba que ella era mucho más receptiva en el terreno sexual que su esposa. Moser murió en Upper Thornhaugh Street, Londres, el 2 de mayo de 1819, y fue enterrada junto a su esposo en el cementerio de Kensington.

## Legado
Tras la muerte de Moser en 1819, no se eligieron más mujeres como miembros de pleno derecho de la Academia hasta Laura Knight en 1936.

## Otras lecturas
- De Bray, Lys (2001). El arte de la ilustración botánica: una historia de ilustradores clásicos y sus logros, p.72. Quantum Publishing Ltd., Londres. ISBN 1-86160-425-4.